# Volante (badmínton)

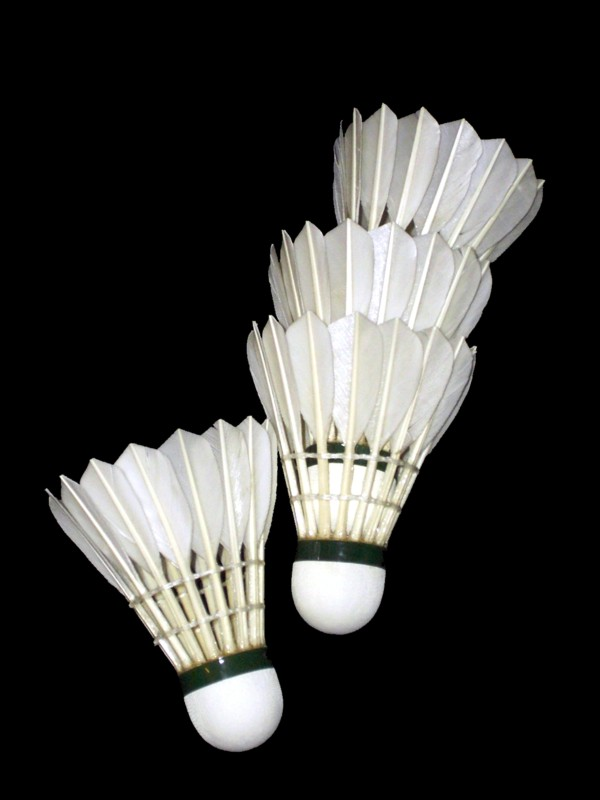
Volante de plumas

Um volante, pena ou peteca (Brasil) é o  utilizado no badminton. Tem uma forma cônica aberta: o cone é formado por dezesseis plumas inseridas à volta de uma base de cortiça semiesférica coberta por uma capa delgada de couro.
O projétil do badminton é conhecido como peteca no Brasil, porém peteca também é o nome de um jogo similar ao badminton jogado nesse país.